# Matraccio

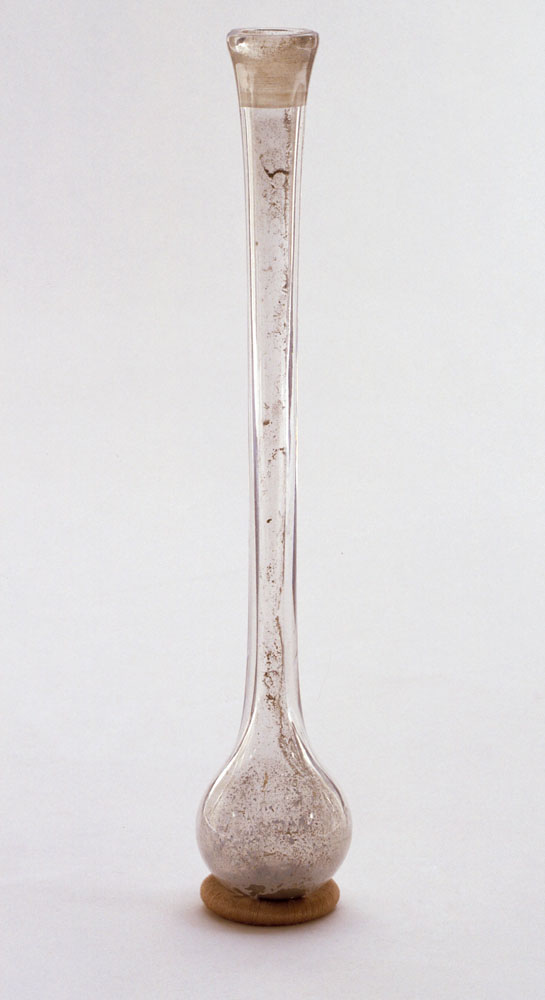
Matraccio conservato al Museo Galileo di Firenze.

Il matraccio è un contenitore, generalmente di vetro, di forma sferica oppure conica e fondo piano, di diversa capacità, usato nelle operazioni di chimica. Si tratta di un tipo particolare di ampolla dal collo lungo. Essi possono essere anche tarati, cioè contenere ad una data temperatura un volume determinato di liquido.
Provvisti di tappo ermetico, sono contenitori il cui volume è fisso ed indicato da una tacca sul collo. Vengono usati per la preparazione di soluzioni a titolo noto. Vengono utilizzati anche per diluire campioni ad un volume esatto desiderato nella chimica analitica quantitativa. Le capacità più comuni dei matracci sono: 50, 100, 200, 250, 500 e 1000 millilitri, ma ne esistono anche di più capienti ed enormemente più capienti.
Sono tarati per "riempimento" e generalmente, oltre al volume di taratura, sul matraccio vengono indicate la tolleranza di misura del volume (accuratezza, o sensibilità) e la temperatura alla quale la taratura è stata effettuata (normalmente 20°C).
Per portare a volume la soluzione in un matraccio occorre riempirlo fino a quando il menisco inferiore della soluzione di riempimento diventa tangente alla tacca di misura tracciata sul collo del matraccio stesso.
In microbiologia vengono usati per contenere terreni di coltura liquidi e per la conservazione di terreni solidi in attesa di essere usati.